# Stazione di Clapham Junction
La stazione di Clapham Junction è una stazione ferroviaria posta nel quartiere di Battersea, nel borgo londinese di Wandsworth. È ubicata sulla ferrovia Londra-Weymouth e sulla ferrovia Londra-Brighton, oltre che su numerose altre linee e diramazioni che passano attraverso o che si dipanano da queste due linee.
Le tratte ferroviarie provenienti dalle stazioni di testa londinesi di sud e sud-ovest (Waterloo e Victoria), si incanalano presso la stazione di Clapham Junction, rendendola una delle più trafficate d'Europa per traffico: tra i cento e i centottanta convogli all'ora (con l'eccezione della fascia oraria notturna, da mezzanotte alle 05:00) vi transitano. La stazione è, inoltre, una delle più trafficate stazioni di interscambio dell'intero Regno Unito.
A dispetto del suo nome, essa non è posizionata a Clapham, distretto londinese distante circa 1,5 chilometri a sud-est.

## Storia
Prima dell'arrivo della ferrovia, questa era un'area rurale e specializzata nella coltura della lavanda; la strada Lavender Hill (lavender significa lavanda, in inglese) si trova proprio a est della stazione.
La strada carrabile che conduceva da Londra a Guildford passava poco a sud rispetto al futuro sito della stazione, nella valle tra St. John's Hill e Lavender Hill.

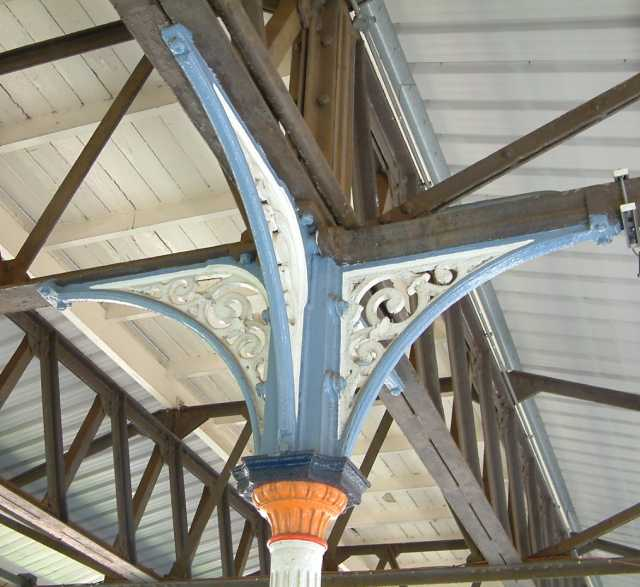
Dettaglio della colonna di sostegno della tettoia.

Il 21 maggio 1838, la London and Southampton Railway cambia il proprio nome in London and South Western Railway (L&SWR) e apre la propria linea da Nine Elms fino a Woking. Questa linea è stata la prima a transitare in quest'area ma non era presente alcuna stazione.

Una seconda linea che inizialmente andava da Nine Elms a Richmond, è stata aperta il 27 luglio 1846. Nine Elms è stata sostituita nel 1848 come stazione capolinea dalla stazione di Waterloo Bridge, oggi Londra Waterloo. La linea per Victoria è stata aperta nel 1860.
La stazione di Clapham Junction è stata inaugurata il 2 marzo del 1863, in una joint venture tra la London, Brighton and South Coast Railway (LB&SCR) e la West London Extension Railway (WLER) come interscambio per le loro linee.

Quando la stazione è stata costruita, il quartiere di Battersea era un'area ove erano presenti numerose industrie pesanti, mentre Clapham (che si trovava a un miglio di distanza) era un'area abbiente. Le compagnie ferroviarie, per attirare la clientela dei ceti medio-alti, hanno deciso di utilizzare per la stazione il nome della parrocchia non industrializzata sostenendo che quest'area fosse parte di Clapham, essendo l'area della stazione sulle pendici dell'altopiano di Clapham. Le compagnie ferroviarie non erano le uniche a rifuggere il nome di Battersea: dagli anni ottanta del XIX secolo agli anni cinquanta del secolo successivo, è stato utilizzato il nome Clapham Common North Side o Clapham Common West Side per riferirsi alle imponenti abitazioni dell'area di Battersea, benché il Clapham Common fosse relativamente distante.
Nuovi fabbricati viaggiatori sono stati costruiti nel 1874 e il 1876.
Benché la stazione abbia portato ricchezza per le strade di Battersea, l'adiacente officina ferroviaria e la grande centrale elettrica attiravano i ceti più bassi che risiedevano in baraccopoli: la popolazione di Battersea è passata dalle 6 000 unità del 1840 alle 168 000 del 1910. Le baraccopoli di Battersea, inadatte per essere abitate, sono state completamente sostituite da edifici di edilizia pubblica tra il 1918 e il 1975.

### Incidenti

#### Disastro ferroviario di Clapham Junction
La mattina del 12 dicembre 1988, due incidenti hanno coinvolto tre treni carichi di pendolari a sud-ovest della stazione, a causa di un apparecchio di segnalamento difettoso. Trentacinque persone hanno perso la vita e più di cento sono rimaste ferite.

#### Attentato della PIRA del 1991
La mattina del 16 dicembre 1991, una bomba è esplosa su dei binari nella stazione, causando ingenti perturbazioni sulla rete ferroviaria. La Provisional Irish Republican Army (PIRA) è stata dichiarata responsabile dell'attentato.

## Strutture e impianti

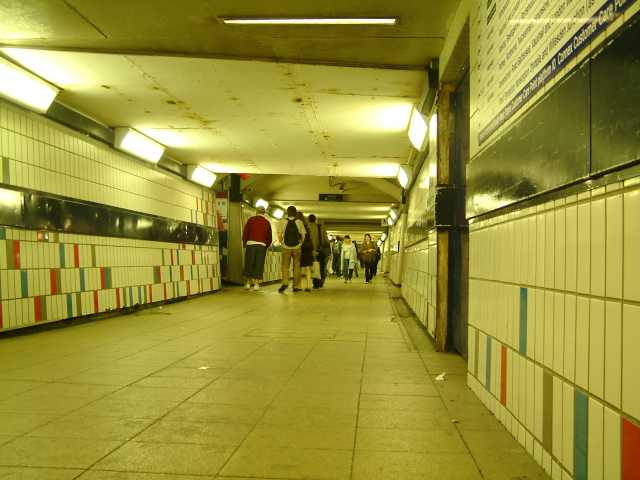
Sottopasso della stazione di Clapham Junction nelle ore notturne.

La stazione ha tre ingressi, in ognuno dei quali è presente una biglietteria a sportello; solamente l'ingresso a sud-est è aperto ventiquattr'ore al giorno.
Un sottopasso della larghezza di 4,6 metri, che congiunge le estremità orientali di tutte le banchine congiuge due dei tre ingressi: l'ingresso sud-orientale, che è quello più ampiamente utilizzato e che conduce su in St. John's Hill, e l'ingresso settentrionale, che conduce su Grant Road. Questo sottopasso (lungo il quale si affacciano alcune attività commerciali) durante le ore di punta presenta un eccessivo affollamento, dovuto anche alla presenza dei tornelli alle estremità che creano l'"effetto collo di bottiglia".

L'ingresso sud-occidentale, chiamato Brighton Yard entrance, dal momento che il fabbricato viaggiatori presenta ancora il logo della London Brighton and South Coast Railway, è un edificio ferroviario in stile vittoriano con un grande piazzale esterno alle spalle. Questo ingresso include un parcheggio per i bicicli e degli stalli per i tassì. Chiuso per lavori di rimodernamento che avrebbero migliorato l'accessibilità nella stazione (che prevedevano l'installazione di ascensori per accedere ai binari), questo ingresso è stato riaperto nel maggio del 2011.
I binari che attraversano la stazione sono diciassette.
- I binari 1 e 2 sono binari di testa (in direzione nord-est) utilizzati dai treni della London Overground: generalmente, il binario 1 è utilizzato dai treni della linea North & West London transitanti da Willesden Junction[7], mentre il binario 2 è utilizzato dai treni della linea East London transitanti da Canada Water[7] (in caso di necessità, l'uso può essere invertito);
- I binari dal 3 al 6 sono binari passanti utilizzati dai servizi di South Western Railway da e per Putney e oltre[7];
- I binari dal 7 all'11 sono binari passanti utilizzati dai servizi di South Western Railway da e per Wimbledon e oltre. Alcuni servizi a lunga percorrenza, come quelli per Portsmouth Harbour o Weymouth, transitano da questi binari senza effettuare fermata[7];

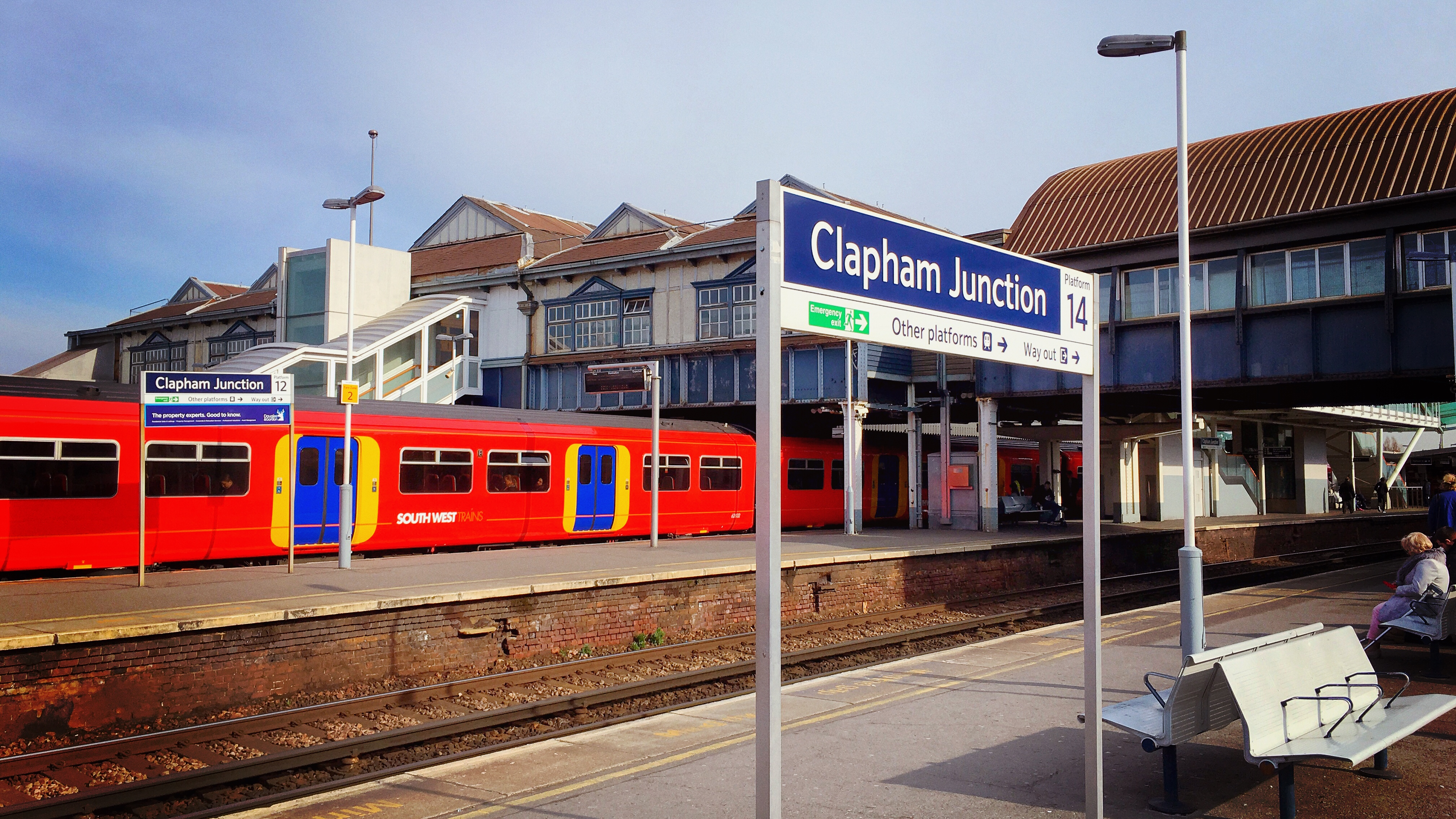
Binari a Clapham Junction

- I binari dal 12 al 15 sono binari passanti usati dai servizi di Southern che iniziano o terminano la corsa a Victoria. Il servizio non-stop Gatwick Express transita su questi binari[7];
- I binari 16 e 17 sono binari passanti utilizzati dai treni di Southern transitanti lungo la West London Line da e per Watford Junction o Milton Keynes Central[7]; in caso di lavori, questi binari vengono utilizzati anche dai servizi di London Overground transitanti per Willesden Junction.

Tra il binario 6 e il 7 sono presenti dei tronchini che portano verso il capannone ferroviario presente a ovest della stazione.
La stazione di Clapham Juncion rientra nella Travelcard Zone 2.

### Junction

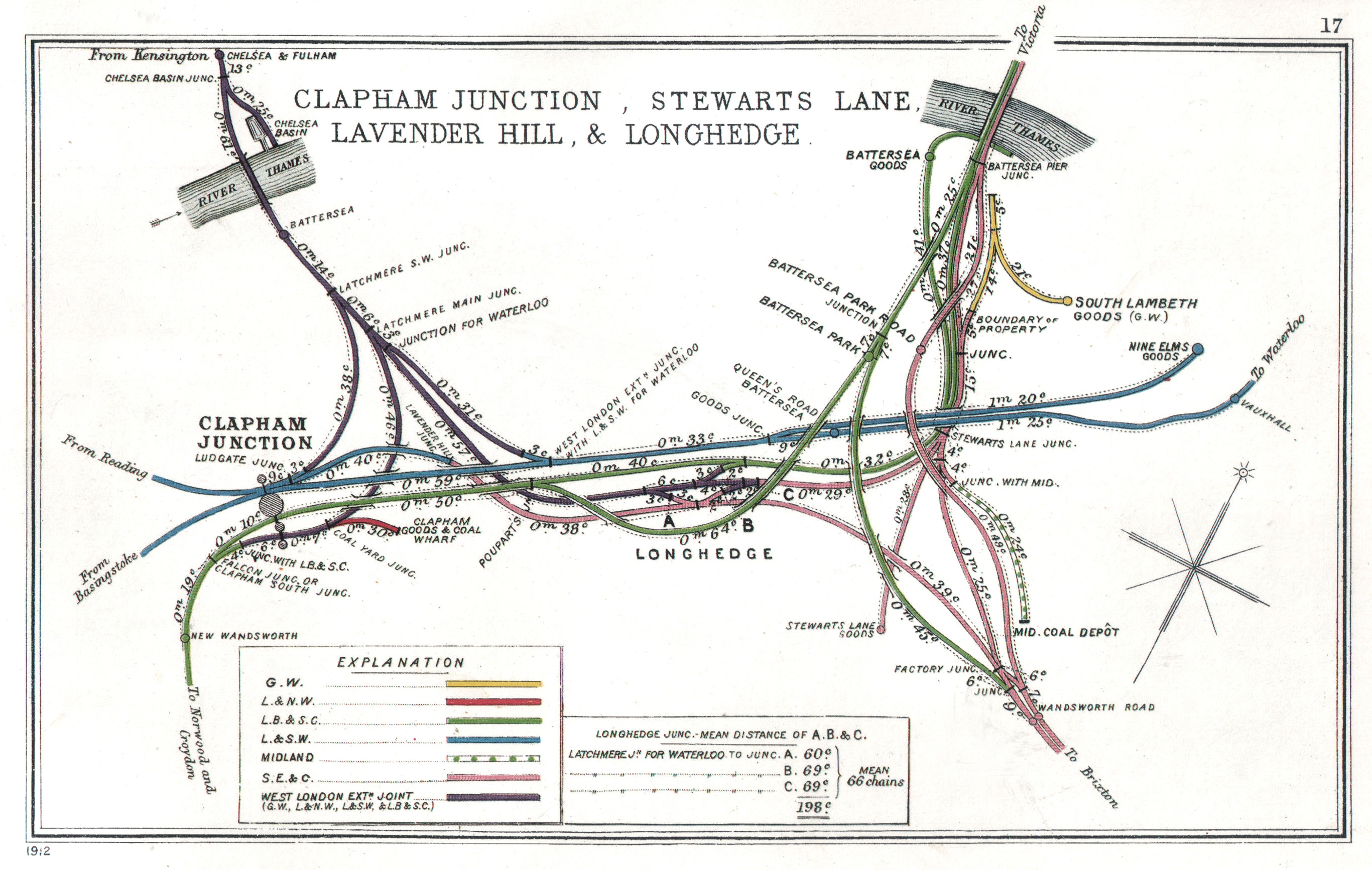
Una mappa della Railway Clearing House, risalente al 1912, raffigurante tutte le linee attorno a Clapham Junction.

Il nome della stazione, Clapham Junction (in italiano "stazione di scambio di Clapham"), deriva dal fatto che si trova nel punto di raccordo di diverse linee ferroviarie. I vari bivi che si congiungono nella stazione sono:
- Il Bivio Falcon (Falcon Junction) all'estremità meridionale della stazione dove la West London Line si innesta nella linea lenta per Brighton;
- Il Bivio Ludgate (Ludgate Junction) all'estremità orientale delle banchine dei binari della linea per Reading, per la West London Line;
- Il Bivio Latchmere SW (Latchmere SW Junction) che connette la West London Line con la linea per Reading presso il Bivio Ludgate;
- Il Bivio Latchmere Main (Latchmere Main Junction) che connette la West London Line con la linea per Brigton presso il Bivio Falcon;
- Il Bivio West London Extension (West London Extension Junction) e il Bivio per Waterloo (Junction for Waterloo) su cui transitano vagoni che scambiano tra la linea per Reading e la West London Line;
- Il Bivio Pouparts (Pouparts Junction) dove i treni diretti a Victoria si dividono in due binari.

## Movimento
Quotidianamente, oltre duemila treni (la metà dei quali effettua anche fermata) transitano per la stazione, più di ogni altra stazione in Europa; durante l'ora di punta, vi transitano fino a duecento treni all'ora, centoventidue dei quali effettuano fermata. Ciononostante, Clapham Junction non è la stazione più trafficata per numero di passeggeri.

Il 40% dei passeggeri che utilizzano la stazione di Clapham Junction, inoltre, effettuano qui un interscambio.
L'impianto è attraversato da tutti i servizi di South Western Railway da e per Waterloo, nonché dai servizi di Southern e Gatwick Express da e per Victoria.

Oltre a questi, Clapham Junction è servita anche dai treni delle linee East London (transitanti sulla South London Line) e North & West London (transitanti sulla West London Line) della London Overground.

## Servizi
La stazione dispone di:
- Accessibilità per portatori di handicap
- Biglietteria automatica
- Biglietteria a sportello
- Stazione video sorvegliata
- Servizi igienici
- Bar

## Interscambi
Nelle vicinanze della stazione effettuano fermata numerose linee urbane automobilistiche, gestite da London Buses.
- Fermata autobus
- Stazione taxi[12]